# Caryocolum klosi
Caryocolum klosi is een vlinder uit de familie tastermotten (Gelechiidae). De wetenschappelijke naam is voor het eerst geldig gepubliceerd in 1917 door Rebel.
De soort komt voor in Europa.